# Municipalitatea Arriana
Municipalitatea Arriana este o municipalitate din regiunea Macedonia de Est și Tracia. A fost înființată în 2011 cu „Programul Kallikratis” din fuziunea municipalităților preexistente Arriana, Fillyra și comunitățile Organi și Kechros. Suprafața municipiului este de 771,2 kmp iar populația sa permanentă este de 14.905 de locuitori conform recensământului din 2021. Sediul municipiului este Fillyra.
Se învecinează cu Municipalitatea Komotini la vest, Municipiul Maroneia-Sapon la sud, Municipiul Soufli la est, Municipiul Alexandroupoli la sud-est și Bulgaria la nord.

## Demografie

### Religie
Locuitorii municipalității Arriana sunt în proporție de 95% musulmani (în principal sunniți și câțiva alevi) și 5% creștini ortodocși. 

### Grupuri culturale
Populația majoritar musulmană din cadrul municipalității Arrianna poate fi împărțită în două grupuri culturale în funcție de limba pe care o vorbesc: musulmanii vorbitori de limba turcă din zonele de câmpie și musulmanii vorbitori de limba pomacă din zonele montane. 